# Clifford Glenwood Shull
Clifford Glenwood Shull (Pittsburgh, 23 de setembro de 1915 — Medford, 31 de março de 2001) foi um físico estadunidense. Recebeu o Nobel de Física de 1994, pelo desenvolvimento da técnica de difração de nêutrons.

## Pesquisa
Clifford G. Shull recebeu o Prêmio Nobel de Física de 1994 com o canadense Bertram Brockhouse. Os dois ganharam o prêmio pelo desenvolvimento da técnica de difração de nêutrons. Ele também conduziu pesquisas sobre matéria condensada. O prêmio do professor Shull foi concedido por seu trabalho pioneiro em difração de nêutrons, uma técnica que revela onde os átomos estão dentro de um material, como balas ricocheteando revelam onde os obstáculos estão no escuro.
Quando um feixe de nêutrons é direcionado a um determinado material, os nêutrons ricocheteiam ou são espalhados por átomos na amostra que está sendo investigada. As direções dos nêutrons mudam, dependendo da localização dos átomos que atingem, e um padrão de difração das posições dos átomos pode então ser obtido. Entender onde os átomos estão em um material e como eles interagem entre si é a chave para entender as propriedades de um material.
"Então podemos pensar em como podemos fazer vidros de janela melhores, semicondutores e microfones melhores. Todas essas coisas remetem à compreensão da ciência básica por trás de sua operação", disse o professor Shull, então com 79 anos, no dia do anúncio do Nobel.
Ele começou [seu trabalho pioneiro] em 1946 no que hoje é o Laboratório Nacional de Oak Ridge. Naquela época, ele disse: "Cientistas em Oak Ridge estavam muito ansiosos para encontrar usos científicos reais e honestos para a informação e tecnologia que foram desenvolvidas durante a guerra em Oak Ridge e em outros lugares associados ao Projeto Manhattan durante a guerra".
O professor Shull se juntou a Ernest Wollan e, durante os nove anos seguintes, eles exploraram maneiras de usar os nêutrons produzidos por reatores nucleares para sondar a estrutura atômica dos materiais.

Na opinião do professor Shull, o problema mais importante em que trabalhou na época tratava da determinação das posições dos átomos de hidrogênio nos materiais.
"Os átomos de hidrogênio são onipresentes em todos os materiais biológicos e em muitos outros materiais inorgânicos", disse, "mas você não podia vê-los com outras técnicas. Com nêutrons, descobriu-se que era completamente diferente, e ficamos muito satisfeitos e felizes em descobrir que poderíamos aprender coisas sobre estruturas contendo hidrogênio."
Enquanto refinava a técnica de difração, o professor Shull estudou as propriedades fundamentais do próprio nêutron. Ele também iniciou as primeiras investigações de difração de nêutrons de materiais magnéticos. ... "Se existe um ... 'Pai da Dispersão de Nêutrons' nos Estados Unidos, é o Professor Shull", escreveu Anthony Nunes ..., professor de física da Universidade de Rhode Island. ...
O professor Shull foi para o Instituto de Tecnologia de Massachusetts (MIT) como professor titular em 1955 e se aposentou em 1986, embora continuasse a visitar e "olhar por cima dos ombros" dos alunos que faziam experimentos nos "restos de meu antigo laboratório de pesquisa".
Os prêmios do professor Shull incluem o Prêmio Buckley, que recebeu da American Physical Society em 1956, e a eleição para a Academia de Artes e Ciências dos Estados Unidos (1956) e para a Academia Nacional de Ciências dos Estados Unidos (1975). Em 1993 recebeu da Real Academia Sueca de Ciências o prêmio Gregori Aminoff, por seu "desenvolvimento e aplicação de métodos de difração de nêutrons para estudos de estruturas atômicas e magnéticas de sólidos".

## Publicações
- Shull, C.G., Wollan, E.O. & M.C. Marney.  "Neutron Diffraction Studies", Oak Ridge National Laboratory (ORNL), United States Department of Energy (through predecessor agency the Atomic Energy Commission), (Oct. 22, 1948).
- Rundle, R.E., Shull, C.G. & E.O. Wollan.  "The Crystal Structure of Thorium and Zirconium Dihydrides by X-ray and Neutron Diffraction", Ames Laboratory, Oak Ridge National Laboratory (ORNL), United States Department of Energy (through predecessor agency the Atomic Energy Commission), (Apr. 20, 1951).
- Nathans, R., Riste, T., Shirane, G. & C.G. Shull.  "Polarized Neutron Studies on Antiferromagnetic Single Crystals: Technical Report No. 4", Massachusetts Institute of Technology (MIT), Brookhaven National Laboratory, United States Department of Energy (through predecessor agency the Atomic Energy Commission), National Security Agency (NSA), Air Force Office of Scientific Research (AFOSR), (Nov. 26, 1958).
- Shull, C.G. "Low Temperature and Neutron Physics Studies: Final Progress Report, March 1, 1986--May 31, 1987", Massachusetts Institute of Technology (MIT), United States Department of Energy, (July 27, 1989).